# Ammiraglio Cagni (sous-marin)
Le Ammiraglio Cagni est un sous-marin italien, navire de tête de la classe Ammiragli construit au début des années 1940 pour la Marine royale italienne.
Le nom du sous-marin est un hommage à Umberto Cagni (1863-1932), alpiniste, explorateur polaire et amiral de la marine royale italienne.

## Conception
Leur tâche était la lutte contre la marine marchande, et pour ce rôle ils avaient au moins une caractéristique vraiment intéressante, liée à l'armement. Ils disposaient en fait de torpilles de 450 mm, comme lors de la précédente guerre mondiale, mais avec un sous-marin beaucoup plus grand et plus puissant, de sorte que l'adoption de petites torpilles sur une très grande coque impliquait la présence d'une quantité énorme de torpilles: jusqu'à 38 torpilles, un record absolu à l'époque et sur les sous-marins modernes. Il y avait 8 tubes de lancement à la proue, 6 à la poupe, et afin d'optimiser les performances, les torpilles utilisées étaient d'un nouveau type, entre les 450 mm typiques et les 533 mm. Les torpilles italiennes étaient équipées, dans le cas du 450 mm, de 110 kg de charge explosive, tandis que le 533 mm avait 270 kg d'ogive. Les 450 mm du Ammiragli Cagni, en revanche, étaient équipés d'une charge de 200 kg, tout comme les torpilles aéro-largables de ce calibre.
Le choix des torpilles n'a pas été fortuit, car ces sous-marins ont été conçus pour l'attaque de marchands isolés, même dans des mers très lointaines; en effet, après la grande mission sans escale de 136 jours (environ 4 mois), le Ammiragli Cagni disposait de réserves de nourriture et de carburant pour un mois supplémentaire.
Le grand nombre de ces armes garantissait une longue portée de tir, chose rare dans le cas des sous-marins de l'époque, et le nombre de tubes pouvait garantir une forte probabilité de toucher des cibles importantes, si l'on voulait sacrifier un grand nombre de torpilles pour des cibles uniques; un autre aspect particulier était la présence d'un ferroguide qui permettait la translation des torpilles de la proue à la poupe et vice versa, avec la possibilité de les faire tourner dans la chambre de tir avant.
Dans la pratique, tout cela n'a pas fonctionné, en partie à cause des déficiences techniques dont ont souffert tous les sous-marins italiens, et en partie à cause des exigences opérationnelles. Il s'est donc avéré que pour ravitailler l'Afrique du Nord, il était nécessaire d'utiliser des sous-marins, moins susceptibles d'être interceptés par la Royal Navy, et les grands navires de cette classe avaient suffisamment d'espace pour transporter une certaine quantité de provisions, alors que d'autres types de sous-marins étaient beaucoup trop petits. Cependant, les sous-marins océaniques de cette classe n'étaient pas idéaux pour se déplacer en Méditerranée, et trois navires de la classe employée ont donc été coulés en une quinzaine de missions.
Seul le Ammiragli Cagni, le navire de tête de la classe, a opéré comme prévu dans l'Atlantique, en coulant quelque 5 500 tonnes de navires marchands.
Malgré ses nombreuses promesses, cette classe de sous-marins n'a pas eu un effet appréciable sur les événements du temps de guerre.

## Caractéristiques
Ils déplaçaient 1 703 tonnes en surface et 2 185 tonnes en immersion. Les sous-marins mesuraient 87,9 mètres de long, 7,97 mètres de large et 5,86 mètres de tirant d'eau. Ils avaient une profondeur de plongée opérationnelle de 105 mètres (315 pieds). Leur équipage comptait 85 officiers et hommes.
Pour la navigation de surface, les sous-marins étaient propulsés par deux moteurs diesel de 2 185 chevaux-vapeur (1 630 kW), chacun entraînant un arbre d'hélice. En immersion, chaque hélice était entraînée par un moteur électrique de 900 chevaux-vapeur (650 kW). Ils pouvaient atteindre 17 nœuds (31 km/h) en surface et 8,5 nœuds (15,7 km/h) sous l'eau. En surface, la classe Ammiragli avait une autonomie de 13 500 milles nautiques (25 000 km) à 9 nœuds (17 km/h), en immersion, elle avait une autonomie de 107 milles nautiques (198 km) à 3 nœuds (5,6 km/h) .
Les sous-marins étaient armés de 14 tubes lance-torpilles internes de 450 millimètres (8 à l'avant et 6 à l'arrière) pour lesquels ils transportaient 38 torpilles. Ils étaient également armés de 2 canons de pont de 100 mm calibre 47 Modèle 1938 pour le combat en surface. Leur armement anti-aérien consistait en deux mitrailleuses doubles Breda Model 1931 de 13,2 mm.

## Construction et mise en service
Le Ammiraglio Cagni est construit par le chantier naval Cantieri Riuniti dell'Adriatico (CRDA) de Monfalcone en Italie, et mis sur cale le 16 septembre 1939. Il est lancé le 20 juillet 1940 et est achevé et mis en service le 1er avril 1941. Il est commissionné le même jour dans la Regia Marina.

## Histoire du service
Terminé l'entraînement en octobre 1941, il était destiné, en raison de sa grande taille, au service de transport de matériel en Libye.
Le 14 octobre (avec le capitaine de corvette Carlo Liannazza comme commandant), il a navigué de Tarente à Bardia pour sa première mission, qui consistait à transporter 140 tonnes de munitions. Il a accompli sa tâche et est revenu à Tarente le 22 du mois, échappant également aux tirs de canons et aux grenades sous-marines.
Le 18 novembre, il a accompli une deuxième mission de ce type.
Au total, en Méditerranée, il a effectué 5 missions offensives-exploratoires, 5 missions de transport (transportant un total de 419,5 tonnes de bidons de carburant, 328,5 tonnes de munitions et 147,5 tonnes de fournitures) et 16 missions de transfert, pour un total de 11 638 milles nautiques (21 553 km) de navigation en surface et 570 milles nautiques (1 055 km) sous l'eau,..
Après un cycle de travail pour s'adapter aux conditions océaniques, il a été envoyé pour opérer dans l'Atlantique (et, si possible, on pensait faire un pari offensif également dans l'océan Indien),.
Le 6 octobre 1942, le Cagni quitte La Maddalena sous le commandement de Carlo Liannazza (entre-temps promu capitaine de frégate). Six jours plus tard, il passe le détroit de Gibraltar,,,. Le sous-marin aurait dû opérer dans l'Atlantique Sud au large de l'Afrique (en plus de tenter l'offensive déjà mentionnée dans l'Océan Indien). Le 3 novembre, le Cagni a torpillé et coulé au large de Freetown le bateau à moteur britannique Dagomba (3 485 tonneaux), appartenant au convoi TS 23. Dans les 26 jours de navigation suivants, il n'y a eu aucune observation,,,. Ce n'est que le 29 novembre, alors qu'il venait d'arriver près du Cap, que le sous-marin a croisé un autre navire marchand, le vapeur grec Argo (1 995 tonneaux), qui a été coulé au cap de Bonne-Espérance avec le lancement de quatre torpilles (dont deux ont frappé),,,.
Gardé dans la région du Cap jusqu'au 8 décembre, le Cagni se dirigea plus au nord (renonçant à entrer dans l'océan Indien car un ravitaillement prévu n'avait pas été effectué) et le 3 janvier 1943 rencontra, à l'équateur, le sous-marin Tazzoli qui aurait dû faire le plein de huit torpilles (le Tazzoli en avait 3, le Cagni 29), opération qui ne put être menée à bien à cause de la mer agitée,. Le 13, le Cagni a été approvisionné en 45 tonnes de fuel par le sous-marin allemand U-459 et a ensuite été envoyé pour opérer dans les eaux sud-américaines, d'abord au large du Cap Saint Roque puis au large de l'île de Sao Paulo (le Tazzoli aurait dû se trouver dans ces eaux, mais comme il n'avait plus de torpilles, il a été décidé de le remplacer par le Cagni). Le 22 janvier, il a fait route vers le retour sans avoir rencontré d'autre navire,. Le 15 février, il a été bombardé et mitraillé par un Short Sunderland dans le golfe de Gascogne, avec un blessé à bord (le sergent Michelangelo Canistrari), mais il a réussi à la repousser et même à la toucher et a atteint Bordeaux (siège de la base atlantique de Betasom) cinq jours plus tard,,,.
Avec 136 jours en mer, la mission du Cagni a été la plus longue effectuée par un sous-marin italien,,,.
Modifié par la suite pour pouvoir transporter du matériel, le 29 juin 1943 le Cagni appareille sous le commandement du capitaine de corvette Giuseppe Roselli Lorenzini pour une mission "hybride": mission offensive à travers l'Atlantique, l'Océan Indien, la mer de Chine; arrivée à Singapour et retour avec une cargaison de caoutchouc et d'étain,,,.
Après avoir traversé le golfe de Gascogne immergé, le 17 juillet, le sous-marin a attaqué avec trois torpilles un navire marchand armé britannique d'environ 5 000-6 000 tonneaux: les canons ont manqué la cible et la réaction du navire a obligé le Cagni à s'éloigner, même si sur le Cagni, on pensait avoir endommagé la cible,. Quatre jours, au large de Freetown, il y a eu un autre tir raté de deux torpilles sur un croiseur auxiliaire armé de 4 canons de moyen calibre et de 6 mitrailleuses quadruples.
Le 25 juillet, le Cagni a croisé un convoi sur la route Bahia-Freetown, à environ 500 milles nautiques (930 km) de cette dernière ville. Le convoi était formé d'un grand dock flottant, de six unités minces et du grand croiseur auxiliaire britannique Asturias, issu de la transformation d'un navire à passagers de 22 048 tonnes. Le Cagni a lancé deux torpilles à une distance de 6 500 mètres contre le Asturias, plongeant immédiatement après. Le grand navire a été touché et immobilisé (il y a eu quatre victimes), mais, bien que de nombreux compartiments aient été inondés, il a pu atteindre - remorqué par le puissant remorqueur néerlandais Zwarte Zee et assisté par une corvette - le port de Freetown. Amené à s'échouer, il a été déclaré perdu (en fait, en février 1945, réparé du mieux qu'il a pu, il a été remorqué à Gibraltar et reconstruit, reprenant du service au milieu de l'année 1946).
Ayant passé l'équateur le 28 juillet, le commandement de Betasom a ordonné le 22 août au sous-marin de se diriger directement vers Singapour (prévu à l'origine pour une embuscade au large du Cap) et six jours plus tard, le Cagni a fait son entrée dans l'océan Indien,.
Dans la nuit du 8 au 9 septembre 1943, lorsque l'armistice de Cassibile fut annoncé, le sous-marin se trouvait à 720 milles nautiques (1 330 km) au sud-est de l'île Maurice (et à environ 1 800 milles nautiques (3 330 km) de Singapour) et fit demi-tour, mais il avança très lentement en attendant de plus amples informations pour clarifier la situation. Le 12 septembre, le commandant Roselli Lorenzini - malgré l'invitation du capitaine de frégate Enzo Grossi, commandant du Betasom, à poursuivre la guerre aux côtés des Allemands - décida d'exécuter l'ordre de capitulation aux Alliés. Le Cagni est arrivé à Durban le 20 septembre 1943, recevant l'honneur des armes,,,.
Le 8 novembre 1943, le sous-marin partit pour le rapatriement et, suivant ensuite la route Durban-Mombasa-Aden-Port Saïd-Haïfa-Taranto, le Cagni retourna à la base italienne le 2 janvier 1944,,,.
Plus tard, le sous-marin a été utilisé, basé à Palerme, dans les exercices anti-sous-marins alliés,,.
Désarmé à la fin du conflit et déclassé le 1er février 1948, le Cagni est envoyée à la démolition; la tourelle a été préservée et est toujours exposée comme monument à l'Arsenal de Tarente,,,.

## Palmarès
| Date             | Bateau  | Nation      | Tonnage en tonneaux | Notes          |  |
| ---------------- | ------- | ----------- | ------------------- | -------------- |  |
| 3 novembre 1942  | Dagomba | Royaume-Uni | 3 485               | cargo          |  |
| 29 novembre 1942 | Argo    | Grèce       | 1 995               | cargo          |  |
| Total:           | Total:  | Total:      | Total:              | 5 480 tonneaux |  |